# Khoronk
Khoronk (en arménien Խորոնք) est une communauté rurale du marz d'Armavir, en Arménie. Elle compte 2 834 habitants en 2009.